# Olympische Sommerspiele 1996/Teilnehmer (Tunesien)
| Gelbes Symbol für Goldmedaillen mit stilisierten Olympischen Ringen | Graues Symbol für Silbermedaillen mit stilisierten Olympischen Ringen | Braundes Symbol für Bronzemedaillen mit stilisierten Olympischen Ringen |
| ------------------------------------------------------------------- | --------------------------------------------------------------------- | ----------------------------------------------------------------------- |
| —                                                                   | —                                                                     | 1                                                                       |

Tunesien nahm an den Olympischen Sommerspielen 1996 in Atlanta, USA, mit einer Delegation 51 Sportlern (45 Männer und sechs Frauen) teil.

## Medaillengewinner
Mit einer gewonnenen Bronzemedaille belegte das tunesische Team Platz 71 im Medaillenspiegel.

### Bronze
- Fathi Missaoui: Boxen, Halbweltergewicht

## Teilnehmer nach Sportarten

### Boxen
- Kalai Riadh
Bantamgewicht: 9. Platz

- Fathi Missaoui
Halbweltergewicht: Bronze

- Kamel Chater
Weltergewicht: 5. Platz

- Mohamed Salah Marmouri
Halbmittelgewicht: 5. Platz

### Fechten
- Henda Zaouali
Frauen, Florett, Einzel: 37. Platz
Frauen, Degen, Einzel: 47. Platz

### Fußball
- Herrenteam
14. Platz

- Kader
Chokri El-Ouaer
Imed Ben Younes
Mehdi Ben Slimane
Ferid Chouchane
Kaies Ghodhbane
Maher Kanzari
Lotfi Baccouche
Hassen Gabsi
Zoubaier Baya
Marouane Bokri
Sabri Jaballah
Mohamed Mkacher
Radhi Jaïdi
Tarek Ben Chrouda
Adel Sellimi
Khaled Badra
Riadh Bouazizi

### Judo
- Makrem Ayed
Extraleichtgewicht: 21. Platz

- Hassen Moussa
Leichtgewicht: 21. Platz

- Skander Hachicha
Mittelgewicht: 21. Platz

- Slim Agrebi
Schwergewicht: 21. Platz

- Raoudha Chaari
Frauen, Leichtgewicht: 20. Platz

- Hajer Tbessi
Frauen, Halbmittelgewicht: 9. Platz

### Leichtathletik
- Ali Hakimi
1500 Meter: 8. Platz

- Tahar Mansouri
Marathon: 26. Platz

- Hatem Ghoula
20 Kilometer Gehen: 33. Platz

- Mohieddine Beni Daoud
20 Kilometer Gehen: 37. Platz

- Karim Sassi
Dreisprung: 43. Platz in der Qualifikation

- Monia Kari
Frauen, Diskuswurf: 28. Platz in der Qualifikation

### Ringen
- Nabil Salhi
Bantamgewicht, griechisch-römisch: 20. Platz

- Mohamed Naouar
Schwergewicht, griechisch-römisch: 17. Platz

- Omrane Ayari
Superschwergewicht, griechisch-römisch: 11. Platz

### Tennis
- Selima Sfar
Frauen, Einzel: 33. Platz

### Tischtennis
- Sonia Touati
Frauen, Einzel: 49. Platz

### Volleyball
- Herrenteam
11. Platz

- Kader
Ghazi Koubaa
Riadh Hedhili
Mohamed Baghdadi
Riadh Ghandri
Atif Loukil
Khaled Bel Aïd
Hichem Ben Romdhane
Tarek Aouni
Faycal Ben Amara
Noureddine Hfaiedh
Ghazi Guidara
Majdi Toumi